# Динамические стохастические модели общего равновесия
Динамические стохастические модели общего равновесия (DSGE-модели, англ.  Dynamic Stochastic General Equilibrium) — современные макроэкономические модели, параметры которых основаны на моделировании поведения экономических агентов на микроуровне (в частности, поведение домохозяйств моделируется как решение задачи стохастической динамической оптимизации), предусматривающие также моделирование различных стохастических «шоков» (технологических, монетарных, ценовых и др.).
Теоретическим фундаментом классических DSGE-моделей являлась теория реального делового цикла (RBC), и они разрабатывались в рамках новой классической теории, основанной на совершенно конкурентных рынках, гибких ценах, рациональных ожиданиях экономических агентов. В дальнейшем эти модели получили развитие в рамках новой кейнсианской теории, учитывающей рынки монополистической конкуренции, жесткость цен и номинальных заработных плат.
DSGE-модели обычно сложно решить аналитически и оценивать эконометрически, как по причине нелинейных уравнений, так и по причине наличия в них операторов условного математического ожидания будущих значений эндогенных переменных. Нелинейность обычно обходят путем лог-линеаризации уравнений в окрестности стационарного состояния. Для решения проблем оценки моделей с рациональными ожиданиями разработаны различные подходы.
DSGE-модели широко применяются центральными банками и другими финансовыми институтами для прогнозирования и выработки экономической политики.

## Пример DSGE-модели
Эндогенные уравнения:
{\displaystyle \mathbb {E} _{t}c_{t+1}-c_{t}=r_{t}-\mathbb {E} _{t}\pi _{t+1}-\rho \Delta a_{t}} — линеаризованное уравнение Эйлера (условие первого порядка задачи потребителя)
{\displaystyle \pi _{t}=b\mathbb {E} _{t}\pi _{t+1}+\kappa c_{t}+\varepsilon _{t}} — новокейнсианская кривая Филлипса
{\displaystyle r_{t}=\lambda r_{t-1}+(1-\lambda )\phi _{\pi }\pi _{t}+(1-\lambda )\phi _{c}c_{t}+u_{t}} — монетарное правило Тейлора
здесь эндогенные переменные {\displaystyle c_{t},r_{t},\pi _{t}} — логарифмы соответственно потребления (выпуска), процентной ставки и инфляции в момент времени t, {\displaystyle \mathbb {E} _{t}} — оператор рационального ожидания (условное математическое ожидание с учетом всей доступной на момент времени t информации).
Экзогенные переменные: {\displaystyle \Delta a_{t},u_{t},\varepsilon _{t}} — это так называемые «шоки», соответственно технологический шок, монетарный шок и шок потребления. Технологический и монетарный шоки моделируются обычно как авторегрессионные процессы первого порядка, шок потребления — как белый шум. Шок потребления и случайные ошибки авторегрессионных моделей для технологического и монетарного шоков предполагаются независимыми, нормально распределенными случайными величинами с нулевым математическим ожиданием.

## Моделирование поведения потребителя
Задача потребителя (репрезентативного домохозяйства) решается в два этапа.

### Первый этап — оптимизация состава потребительской корзины
Предполагается, что в экономике имеется континуум дифференцированных товаров. Потребление {\displaystyle j}-го товара, где {\displaystyle j\in [0,1]}, в момент времени {\displaystyle t} обозначим {\displaystyle C_{t}(j)}. Композитное потребление (потребление композитного товара) {\displaystyle C_{t}} в момент времени {\displaystyle t} моделируется посредством функции с постоянной эластичностью замещения (CES) :{\displaystyle C_{t}={\biggl [}\int _{0}^{1}C_{t}^{\epsilon -1 \over \epsilon }(j)dj{\biggr ]}^{\epsilon  \over \epsilon -1}}. Если обозначить {\displaystyle P_{t}(j)} цену {\displaystyle j}-го товара в момент времени {\displaystyle t}, то затраты потребителя составят :{\displaystyle \int _{0}^{1}P_{t}(j)C_{t}(j)di}. Домохозяйство максимизирует композитное потребление при заданной величине затрат. Можно показать, что решение этой задачи максимизации имеет вид:
{\displaystyle C_{t}(j)={\biggl (}{P_{t}(j) \over P_{t}}{\biggr )}^{-\epsilon }C_{t}}, где {\displaystyle P_{t}={\biggl [}\int _{0}^{1}P_{t}(j)^{1-\epsilon }dj{\biggr ]}^{1 \over 1-\epsilon }} — общий уровень цен в экономике.
Несложно показать, что затраты потребителя выражаются через композитное потребление и общий уровень цен естественным образом {\displaystyle P_{t}C_{t}}, соответственно, спрос на композитный товар равен отношению расходов на общий уровень цен. Таким образом, спрос на конкретный товар зависит от «реальной» цены товара (отношение номинальной цены товара к общему уровню цен) и «реальной» величины расходов (отношение номинальных расходов к общему уровню цен).

### Второй этап — межвременная оптимизация ожидаемой полезности
Поведение репрезентативного домохозяйства моделируется как задача максимизации ожидаемой (математическое ожидание) дисконтированной полезности потребления с учетом трудозатрат (затрат свободного времени):
{\displaystyle {\underset {C_{t},L_{t}}{\max }}\mathbb {E} _{0}\sum _{t=0}^{\infty }{\beta }^{t}U(C_{t},L_{t})}
Здесь {\displaystyle \mathbb {E} _{0}} — оператор рационального ожидания (математического ожидания при условии доступной в данный момент времени информации), а {\displaystyle \beta \in (0,1)} — фактор дисконтирования.
Функция {\displaystyle U(C_{t},L_{t})} — моментальная функция полезности композитного потребления с учетом трудозатрат {\displaystyle L_{t}} (затрат «свободного времени»).
Межвременное бюджетное ограничение может иметь различный вид. Например, оно может быть сформулировано в виде:
{\displaystyle P_{t}C_{t}+B_{t}=(1+i_{t})B_{t-1}+W_{t}L_{t}+D_{t}}
где {\displaystyle B_{t}} — объем приобретенных однопериодных облигаций, {\displaystyle i_{t}} — номинальная ставка процента (доходность облигаций), {\displaystyle W_{t}} — номинальная заработная плата за единицу {\displaystyle L_{t}}, а {\displaystyle D_{t}} — это дивиденды по акциям фирм.
Также применяется условие отсутствия игр Понци в виде {\displaystyle \lim _{T\infty }B_{t+T}>=0}

#### Решение задачи межвременной оптимизации
Решение такой задачи (методом множителей Лагранжа) в общем случае имеет вид двух уравнений:
{\displaystyle W_{t}/P_{t}=-U'_{L,t}/U'_{C,t}} — условие выбора между потреблением и трудом/досугом (функция предложения труда)
{\displaystyle \beta \mathbb {E} _{t}{\biggl (}U'_{C,t+1}{1+i_{t} \over P_{t+1}}{\biggr )}=U'_{C,t}/P_{t}} — межвременной выбор между потреблением в текущем и следующем периоде (уравнение Эйлера)
На практике часто моментальная функция полезности {\displaystyle U(C_{t},L_{t})} моделируется следующим образом:
{\displaystyle U(C_{t})={C_{t}^{1-\sigma } \over 1-\sigma }-\gamma {L_{t}^{1+\phi } \over 1+\phi }}
где {\displaystyle \sigma } — коэффициент неприятия риска Эрроу-Пратта (случай {\displaystyle \sigma =1} соответствует логарифму композитного потребления), {\displaystyle \gamma \in (0,1)}- параметр масштаба, связанный с размерностью {\displaystyle L_{t}}, {\displaystyle \phi \geq 0} — параметр, который в оптимальном решении равен величине, обратной эластичности предложения труда ({\displaystyle L_{t}}) по реальной заработной плате.
В этом случае вышеуказанное решение принимает вид:
{\displaystyle W_{t}/P_{t}=\gamma C_{t}^{\sigma }L_{t}^{\phi }} или в логарифмах {\displaystyle w_{t}-p_{t}=\gamma +\sigma c_{t}+\phi l_{t}}
{\displaystyle \beta (1+i_{t})\mathbb {E} _{t}{\biggl (}C_{t+1}^{\sigma }{P_{t} \over P_{t+1}}{\biggr )}=C_{t}^{-\sigma }} или в логарифмах: {\displaystyle c_{t}=\mathbb {E} _{t}c_{t+1}-{1 \over \sigma }(i_{t}-\mathbb {E} _{t}\pi _{t+1}-\rho )}
Проблемы нахождения решений DSGE-моделей заключаются в первую очередь в наличии таких уравнений, содержащих ожидаемые значения переменных.

## Моделирование поведения фирмы
Поведение репрезентативной фирмы может моделироваться как стандартная задача максимизации прибыли в каждом периоде или задача максимизации стоимости фирмы. При стандартном неоклассическом моделировании фирм на совершенно конкурентных рынках решение задачи фирмы приводит к стандартным результатам для совершенной конкуренции: равенству реальных зарплат и процентной ставки предельным продуктам соответственно труда и капитала.
Рассмотрим иной вариант моделирования.

### Моделирование производства
В простейшем случае в экономике имеется континуум идентичных фирм, производящих дифференцированные товары по единой технологии. Производственная функция i-ой фирмы может моделироваться как линейная функция объема используемого труда {\displaystyle Y_{t}(i)=A_{t}L_{t}(i)}, где {\displaystyle A_{t}} — обозначает уровень технологии, {\displaystyle L_{t}(i)} — объем используемого данной фирмой труда. Соответственно, агрегирование по экономике дает следующую производственную функцию:
{\displaystyle Y_{t}=\int _{0}^{1}Y_{t}(i)di=A_{t}L_{t}} или в логарифмах: {\displaystyle y_{t}=a_{t}+l_{t}}
Соответственно, логарифм технологической переменной (то есть {\displaystyle a_{t}}) моделируется часто как авторегрессионный процесс первого порядка (в общем случае с дрейфом):
{\displaystyle a_{t}=a_{e}+\rho a_{t-1}+\varepsilon _{t}}, где дрейф {\displaystyle a_{e}}, очевидно можно выразить через математическое ожидание процесса как {\displaystyle a_{e}=(1-\rho )a}
В рамках данного примера в экономике отсутствуют инвестиции и капитала, поэтому выполнено равенство {\displaystyle y_{t}=c_{t}}

### Стоимость фирмы
Уравнение межвременной оптимизации потребления можно применить к задаче приобретения домохозяйством финансового актива, приносящего дивидендный доход (акции фирмы). Если через {\displaystyle k} периодов после приобретения акции она принесет дивиденд {\displaystyle D_{t+k}}, то реальная цена актива будет равна
{\displaystyle \mathbb {E} _{t}{\biggl (}{\beta ^{k}U'_{C,t+k} \over U'_{C,t}}{D_{t+k} \over P_{t+k}}{\biggr )}=\mathbb {E} _{t}{\biggl (}\Lambda _{t}^{k}{D_{t+k} \over P_{t+k}}{\biggr )}},
где введено обозначение {\displaystyle \Lambda _{t}^{k}={\beta ^{k}U'_{C,t+k} \over U'_{C,t}}} — стохастический дисконтирующий множитель для периода от t до t+k.
Соответственно, стоимость фирмы будет равна {\displaystyle \mathbb {E} _{t}{\biggl (}\sum _{k=0}^{\infty }\Lambda _{t}^{k}{D_{t+k} \over P_{t+k}}{\biggr )}}

### Условие жесткости цен
Один из способов моделирования жесткости цен (так называемый метод Кальво или жесткость цен по Кальво) заключается в предположении, что отдельная фирма в данном периоде не изменит цену с некоторой экзогенно заданной вероятностью {\displaystyle q\in [0,1]}, называемой индексом или степенью жесткости цен. Поскольку в экономике предполагается континуум фирм, то степень жесткости определяет фактически долю фирм, которые не изменят цены (то есть оставят их на уровне прошлого периода), а {\displaystyle 1-q} — доля фирм, которые могут изменить цену и установить на некотором одинаковом уровне.
В таком случае общий уровень цен в экономике будет равен
{\displaystyle P_{t}={\biggl (}\int _{0}^{1}P_{t}(j)^{1-\epsilon }dj{\biggr )}^{1 \over 1-\epsilon }={\biggl (}qP_{t-1}^{1-\epsilon }+(1-q)P_{t}^{*1-\epsilon }{\biggr )}^{1 \over 1-\epsilon }}
После логарифмирования и разложения в ряд Тейлора в окрестности стационарного состояния (нулевая инфляция) линейная часть разложения будет иметь вид:
{\displaystyle p_{t}=qp_{t-1}+(1-q)p_{t}^{*}}

### Задача фирмы
Жесткость цен влияет на задачу фирмы. Если фирма в текущем периоде может изменить цену, то она будет решать задачу оптимизации с учетом в том числе и вероятности того, что в будущем она не сможет пересмотреть цены (если она в будущем пересмотрит цену, то она оптимизирует ее на тот момент и эта оптимизационная задача не будет зависеть от текущего выбора цены). Поэтому фирма принимает решение в данный момент времени {\displaystyle t} взвешивая каждое {\displaystyle k}-е слагаемое в формуле определения стоимости фирмы на вероятность того, что в течение {\displaystyle k} периодов она не изменит цены. Эта вероятность равна {\displaystyle q^{k}}, поэтому фактически фирма должна максимизировать величину:
{\displaystyle \mathbb {E} _{t}{\biggl (}\sum _{k=0}^{\infty }q^{k}\Lambda _{t}^{k}{D_{t+k} \over P_{t+k}}{\biggr )}}
Если предположить, что размер дивидендов совпадает с прибылью фирмы, то задача фирмы формулируется как задача максимизации ожидаемой дисконтированной прибыли в предположении, что в будущем цена, формирующая прибыль будет равна устанавливаемой на данный момент:
{\displaystyle {\underset {P_{t}^{*}}{\max }}\mathbb {E} _{t}{\biggl (}\sum _{k=0}^{\infty }q^{k}\Lambda _{t}^{k}{P_{t}^{*}Y_{t+k|t}-TC(Y_{t+k|t}) \over P_{t+k}}{\biggr )}}, где {\displaystyle TC(Y_{t+k|t})} — функция совокупных издержек фирмы, а {\displaystyle Y_{t+k|t}} — объем выпуска фирмы в момент {\displaystyle t+k} по цене, установленной на момент {\displaystyle t}, равный {\displaystyle Y_{t+k|t}={\biggl (}{P_{t}^{*} \over P_{t+k}}{\biggr )}^{-\epsilon }C_{t+k}}
Очевидно, условие оптимальности имеет вид
Лог-линеаризованное решение задачи фирмы имеет вид
{\displaystyle \pi _{t}=\beta \mathbb {E} _{t}\pi _{t+1}-\lambda (\mu _{t}-\mu )}, где {\displaystyle \lambda ={1-q \over q}(1-\beta q)}
Таким образом мы получили факторную модель для инфляции, а именно инфляция определяется инфляционными ожиданиями и отклонением наценки от оптимальной с учетом также межвременного фактора дисконтирования и степени жесткости цен.

### Новокейнсианская кривая Филлипса
Из линейной производственной функции следует, что {\displaystyle L_{t}=Y_{t}/A_{t}}, следовательно затраты производства, состоящие из оплаты труда равны {\displaystyle W_{t}L_{t}=W_{t}Y_{t}/A_{t}}, соответственно предельные издержки {\displaystyle MC=W_{t}/A_{t}}, а в логарифмах {\displaystyle mc_{t}=w_{t}-a_{t}}. Таким образом, логарифмическая наценка равна
{\displaystyle \mu _{t}=p_{t}-mc_{t}=p_{t}-w_{t}+a_{t}}
Учитывая логлинейную кривую предложения труда {\displaystyle w_{t}-p_{t}=\gamma +\sigma c_{t}+\phi l_{t}} получаем выражение для наценки {\displaystyle \mu _{t}=a_{t}-\gamma -\sigma c_{t}-\phi l_{t}}. Из производственной функцию {\displaystyle y_{t}=a_{t}+l_{t}}, поскольку инвестиции в модели отсутствуют и выполнено равенство {\displaystyle y_{t}=c_{t}}, следует {\displaystyle l_{t}=c_{t}-a_{t}}/ Подставив это в выражение для логарифмической наценки, окончательно получим для нее следующее выражение:
{\displaystyle \mu _{t}=(1+\phi )a_{t}-\gamma -(\sigma +\phi )y_{t}}
Аналогичное выражение имеет место и для оптимальной наценки, соответствующей естественному выпуску:
{\displaystyle \mu =(1+\phi )a_{t}-\gamma -(\sigma +\phi )y_{t}^{*}}
Подставив эти выражения в модель факторов инфляции, получим новокейнсианскую кривую Филлипса:
{\displaystyle \pi _{t}=\beta \mathbb {E_{t}} \pi _{t+1}+\kappa (y_{t}-y_{t}^{*})}, где {\displaystyle \kappa =\lambda (\sigma +\phi )}